# Amalie Bleibtreu
Amalie Bleibtreu, geborene Amalie Hybl, (* 2. Jänner 1835 in Troppau, Österreichisch-Schlesien – 26. August 1917 in Wien) war eine österreichische Theaterschauspielerin. 

## Leben
Sie debütierte 1850 in Kaschau, war dann an mehreren Provinzbühnen Österreich-Ungarns tätig sowie Mitglied des Theaters an der Wien und der Josefstädtertheaters in Wien. Sie hatte sich 1890 von der Bühne gänzlich zurückgezogen.
Ihr weiterer Lebensweg ist unbekannt. Sie wurde auf dem Zentralfriedhof Wien begraben.
Verheiratet war sie mit dem Schauspieler Sigmund Bleibtreu, ihre Töchter Hedwig Bleibtreu und Maximiliane Bleibtreu wurden ebenfalls Schauspielerinnen.
Amalie Bleibtreus Urenkelin Monica Bleibtreu (1944–2009) war eine profilierte Theaterschauspielerin. Deren Sohn Moritz (* 1971) ist ein bekannter Filmschauspieler des jüngeren deutschen Kinos.